# Bácsbokod
Bácsbokod este un sat în districtul Bácsalmás, județul Bács-Kiskun, Ungaria, având o populație de 2.789 de locuitori (2011). 

## Demografie
Componența etnică a satului Bácsbokod
     Maghiari (83,95%)
     Germani (11,31%)
     Croați (3,59%)
     Necunoscut (0,18%)
     Alții (0,97%)
Componența confesională a satului Bácsbokod
     Fără religie (8,57%)
     Reformați (2,76%)
     Atei (1,04%)
     Necunoscută (87,52%)
     Luterani (0,11%)
     Alte religii (1%)
Conform recensământului din 2011, satul Bácsbokod avea 2.789 de locuitori. Din punct de vedere etnic, majoritatea locuitorilor (83,95%) erau maghiari, existând și minorități de germani (11,31%) și croați (3,59%). Apartenența etnică nu este cunoscută în cazul a 0,18% din locuitori. Nu există o religie majoritară, locuitorii fiind persoane fără religie (8,57%), reformați (2,76%) și atei (1,04%). Pentru 87,52% din locuitori nu este cunoscută apartenența confesională.